# Plabennec
Plabennec is een gemeente in het Franse departement Finistère, in de regio Bretagne. De plaats maakt deel uit van het arrondissement Brest. Plabennec telde op 1 januari 2022 8.633 inwoners.

## Geografie
De oppervlakte van Plabennec bedroeg op 1 januari 2022 50,43 vierkante kilometer; de bevolkingsdichtheid was toen 171,2 inwoners per km².

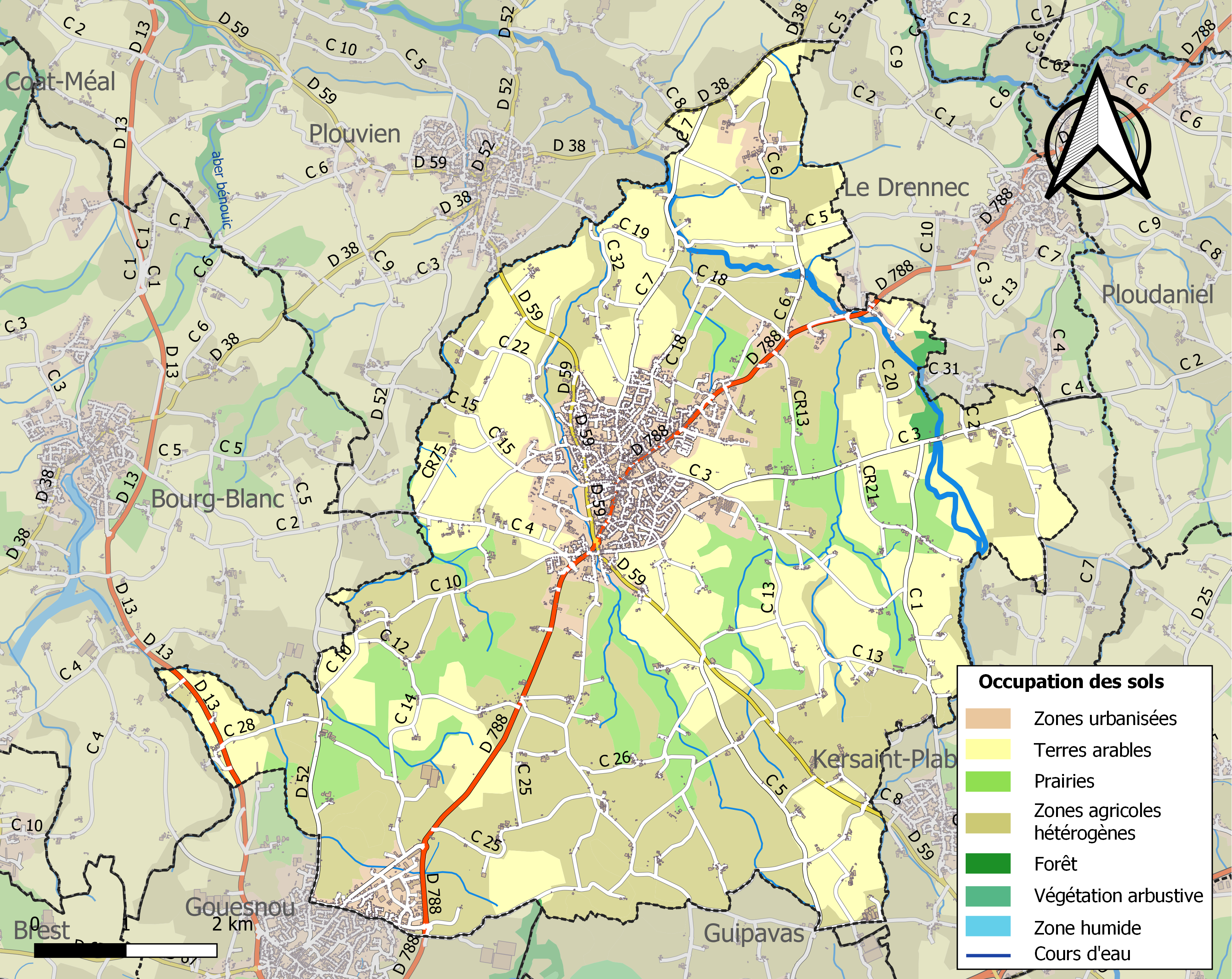
Kaart van de gemeente met belangrijkste infrastructuur, bodemgebruik en omliggende gemeenten

## Demografie
Onderstaande figuur toont het verloop van het inwonertal (bron: INSEE-tellingen).